# Luigi Cheluzzi
Luigi Cheluzzi (Colle di Val d'Elsa, 1764 – 1822) è stato un avvocato e diplomatico italiano, al servizio del Principato vescovile di Trento e del Ducato di Massa e Carrara.

## Biografia
Figlio di Giovanni, si laureò in diritto civile e canonico e fu avvocato a Firenze. Divenne quindi segretario dei cardinali Alabi e Doria prima di trasferirsi a Trento dove fu Podestà.
Ebbe quindi l'incarico di ambasciatore per conto del Principato di Trento presso Massimiliano I di Baviera e presso Napoleone Bonaparte, allora Primo Console. 
Svolse incarichi diplomatici anche per conto della Principessa Maria Beatrice d'Este, duchessa di Massa (Italia).
È stato Accademico dell'Arcadia a Roma.
Morì nel 1822.